# サミュエル・ホイ
サミュエル・ホイ（許冠傑、英語: Samuel Hui、日本語読み：きょ・かんけつ、1948年9月6日 - ）は香港の俳優、歌手。中国広東省広州市生まれ。血液型A型。主に1970年代から1990年代初盤かけてに活動した。二人の息子はライアン・ホイとスコット・ホイ。

## 来歴
マイケル・ホイ、スタンリー・ホイ、リッキー・ホイ、ジュディ・ホイのホイ5兄妹の四男として生まれる。2歳の時に広東省から香港に移住。
1967年、英語で歌うバンド「蓮花楽隊」のボーカリストとして芸能界デビュー。当時開局したばかりのテレビ局「無線電視」(TVB)でレギュラー番組を持つ。
1971年には、高校の物理教師だった兄マイケルと司会をした無線電視のテレビ番組『雙星報喜（ホイブラザーズ・ショウ）』が高視聴率を取り、その人気を不動のものとする。その後、マイケル、リッキーと共に出演した映画『Mr.BOO!』シリーズでは、主題歌・挿入歌も担当。それまで英語や、台湾からの北京語の歌が主流だった香港音楽界でほぼ初めて広東語の自作曲を歌い、市井の人々の視線に立った内容の歌詞と、洋楽ポップスの影響を受けながらもどこか哀愁のある楽曲が評判になり、70年代〜90年代にかけて「歌神」と呼ばれる、香港音楽界のスーパースターとして活躍する。
1986年に映画『飛龍伝説オメガクエスト』のロケ中に高山病と肺炎を患ったこと、「家族と自由で静かな生活を送りたい」という意向があったことなどから、1991年に引退したが、引退後も復帰の要請が絶えず、ついに1999年にミュージカルの監督として復帰。
2004年に本格的な復帰を宣言。新作をリリースし、香港コロシアムでの大規模なコンサートを長期に渡り行った。

## 出演作品
- いれずみドラゴン 嵐の血斗（1973年）
- Mr.Boo!ギャンブル大将（1974年）
- Mr.Boo!天才とおバカ（1975年・日本未公開）
- Mr.Boo!ミスター・ブー（1976年）
- Mr.Boo!インベーダー作戦（1978年）
- 新Mr.Boo!アヒルの警備保障（1981年）
- 悪漢探偵（1982年）
- 悪漢探偵2（1983年・日本未公開）
- 皇帝密使（1984年）
- ツイ・ハークのチャイニーズ・ファースト・ラヴ・ストーリー （1985年）
- スペクターX（1985年）
- 飛龍伝説オメガクエスト（1986年）
- 悪漢探偵V 最後のミッション（1988年・日本未公開）
- ホンコン・フライド・ムービー（1988年）
- フロント・ページ（1989年）
- スウォーズマン/剣士列伝（1990年）
- 恋はマジック（1993年）

## 主な音楽アルバム

### 広東語アルバム
- 「鬼馬雙星」（1974年）初の広東語アルバム。香港音楽界としてもほぼ初めてのフル広東語アルバムであり、大ヒットした。
- 「天才與白痴」（1975年）
- 「半斤八両」（1976年）表題曲は映画「Mr.BOO!」主題歌。
- 「財神到」（1978年）
- 「賣身契」（1978年）表題曲は映画「Mr.Boo!インベーダー作戦」主題歌。日本で発売されたLPは、このアルバムにボーナストラックの「Mr.BOO!」を加えたもの。
- 「79夏日之歌集」（1979年）
- 「念奴嬌」（1980年）
- 「摩登保鑣」（1981年）表題曲は映画「新Mr.Boo!アヒルの警備保障」主題歌。
- 「最佳拍檔」（1982年）表題曲は映画「悪漢探偵」主題歌。
- 「最佳拍檔大顯神通」（1983年）
- 「新的開始」（1983年）
- 「最喜歡你」（1984年）
- 「最緊要好玩」（1985年）後述の「日本娃娃」や本人主演映画「チャイニーズ・ファースト・ラブストーリー」主題歌収録。
- 「斤兩十足」（1985年）（12" シングル）
- 「熱力之冠」（1986年）
- 「宇宙無限」（1986年）（EP）
- 「潮流興夾Band」（1987年）
- 「許冠傑新曲與精選」（1987年）
- 「Sam & Friends」（1988年）香港音楽界の大物とサミュエルのコラボレーション・アルバム
- 「許冠傑89歌集」（1989年）
- 「香港情懷90」（1990年）
- 「90電影金曲精選」（1990年）
- 「鉅片名曲選」（1996年）映画「Mr.BOO!」をはじめとし、皇帝密使までの主題歌を20曲収録した映画主題歌集。
- 「歌神與您繼續微笑」（2004年）
- 「人生多麼好」（2007年）

### 英語アルバム
- 「Time of the Season」（1971年）初のソロ・アルバム。
- 「Morning After」（1974年）
- 「Interlude」（1975年）
- 「Came Travelling」（1977年）

## エピソード
- ホイ兄弟はよく3兄弟と勘違いされるが、実は5兄妹である。芸能活動を行っているのはマイケル、サミュエル、リッキーの3人だが、映画制作とマネージメントで次男のスタンリー・ホイが参加している。長男がマイケル、リッキーが三男、サミュエルが四男、そして妹のジュディ（芸能活動はしていない）と5人兄妹である。次男は裏方だが、こっそり出演もしている。「ミスターブー！（半斤八両）」でのラブホテル店員役や「フロントページ（新半斤八両）」での警察官役など。
- 1980年代に日本のテレビ番組「ごちそうさま」に出演し、料理の腕前と日本語会話を披露した。
- 1985年のヒット曲「日本娃娃」の歌詞にも日本語が登場する。なお、この曲は香港のヒット曲で初めて歌詞に「1997年」（香港が中国へ返還される年）が登場した曲でもある。
- 鷺巣詩郎が作曲した日本語の曲もある（「我愛你（）」、「夢追い」）。
- 1985年「皇帝密使」の主題歌として、サムと山田邦子とのデュエットソング「Top Secret」がビクター音楽産業から発売された。＊B面は山田邦子のみ

## 担当した声優
- 富山敬
- 井上和彦
- 大塚芳忠
- 壇臣幸
- 高山栄
- 江原正士
- 田中秀幸
- ビートたけし（ツービート当時）